# Torneo de Delray Beach 2020
El Delray Beach Open 2020 fue un evento de tenis de la ATP Tour 250 serie. Se disputó en Delray Beach, Estados Unidos en el Delray Beach Tennis Center desde el 17 hasta el 23 de febrero de 2020.

## Distribución de puntos
| Modalidad            | Campeón | Finalista | Semifinales | Cuartos de final | 2ª ronda | 1ª ronda | Clasificados | 2ª ronda de clasificación | 1ª ronda de clasificación |
| Individual masculino | 250     | 165       | 100         | 50               | 25       | 0        | 13           | 7                         | 0                         |
| Dobles masculino     | 250     | 150       | 90          | 45               | 20       | 0        | -            | -                         | -                         |

## Cabezas de serie

### Individuales masculino
| Tenista          | Ranking | Preclasificado |
| Nick Kyrgios     | 20      | 1              |
| Milos Raonic     | 32      | 2              |
| Taylor Fritz     | 36      | 3              |
| Reilly Opelka    | 40      | 4              |
| John Millman     | 41      | 5              |
| Ugo Humbert      | 43      | 6              |
| Adrian Mannarino | 44      | 7              |
| Radu Albot       | 48      | 8              |

- Ranking del 10 de febrero de 2020.[2]

### Dobles masculino
| Tenista                       | Ranking | Preclasificado |
| Bob Bryan Mike Bryan          | 52      | 1              |
| Santiago González Ken Skupski | 85      | 2              |
| Marcus Daniell Philipp Oswald | 91      | 3              |
| Luke Bambridge Ben McLachlan  | 96      | 4              |

## Campeones

### Individual masculino
Reilly Opelka venció a  Yoshihito Nishioka por 7-5, 6-7(4-7), 6-2

### Dobles masculino
Bob Bryan /  Mike Bryan vencieron a  Luke Bambridge /  Ben McLachlan por 3-6, 7-5, [10-5]